# Реалм
В вирусологии реалм (также сфера, домен, или империя) — это высший таксономический ранг, созданный для вирусов Международным комитетом по таксономии вирусов (International Committee on Taxonomy of Viruses, ICTV), который курирует работу над таксономией вирусов. Примерно соответствует рангу домена  клеточных организмов. По состоянию на 2023 год признаны шесть реалмов вирусов, они объединены специфическими высококонсервативными признаками:
- Adnaviria, который содержит архейные нитчатые вирусы с геномами двухцепочечной ДНК A-формы, кодирующей уникальный альфа-спиральный главный капсидный белок;
- Duplodnaviria, который содержит все вирусы с двухцепочечной ДНК, кодирующие главный капсидный белок HK97-fold;
- Monodnaviria, который содержит все вирусы с одноцепочечной ДНК (оцДНК), кодирующие эндонуклеазу суперсемейства HUH, и её потомков;
- Riboviria, в который включены все РНК-содержащие вирусы, кодирующие РНК-зависимую РНК-полимеразу, и все вирусы, кодирующие обратную транскриптазу;
- Ribozyviria, который содержит дельта-подобные вирусы гепатита с кольцевыми геномами negative-sense ssRNA;
- Varidnaviria, который содержит все вирусы с двухцепочечной ДНК, которые кодируют основной капсидный белок с вертикальным желеобразным рулетом.

Примерно эквивалентен рангу домена, используемого для клеточных организмов, отличаясь тем, что вирусы в реалме не обязательно имеют общего предка, то есть общего происхождения, и реалмы сами по себе не имеют общего предка. Вместо этого реалмы группируют вирусы на основе определённых признаков, которые сохраняются с течением времени. Эти признаки могут быть приобретены в ходе одного или нескольких событий. Хотя исторически было трудно определить глубокие эволюционные связи между вирусами, в 21 веке методы метагеномики и криогенной электронной микроскопии, позволили провести необходимые исследования, что привело к определению реалма Riboviria в 2018 году, трех реалмов в 2019 году и двух в 2020.

## Наименование
В документах ICTV высший таксономический ранг вирусов называется realm, с англ. — «королевство», «царство» (однако царством называется таксономический ранг более низкого уровня). Устоявшегося русскоязычного термина для этого ранга нет. Евгений Кунин предлагает вариант «империя», используется вариант «надцарство», предложены варианты «сфера», домен, также англоязычный термин realm [rɛlm] может транслитерироваться (что даёт «реалм» ). В публикациях на украинском языке используется термин укр. «регіон».
Названия реалмов состоят из описательной первой части и суффикса -viria. Первая часть наименования Duplodnaviria означает «двойная ДНК», в этот реалм входят вирусы с двухцепочечной ДНК, первая часть наименования Monodnaviria означает «одинарная ДНК», в этот реалм входят вирусы с одноцепочечной ДНК, первая часть наименования Ribozyviria берется из названия рибонуклеиновой кислоты (РНК), а первая часть наименования Varidnaviria буквально означает «различная ДНК». Для вироидов используется суффикс -viroidia, а для сателлитов суффикс -satellitia, но по состоянию на 2019 год ни вироидные, ни сателлитные реалмы не выделялись.

## Реалмы

### Duplodnaviria

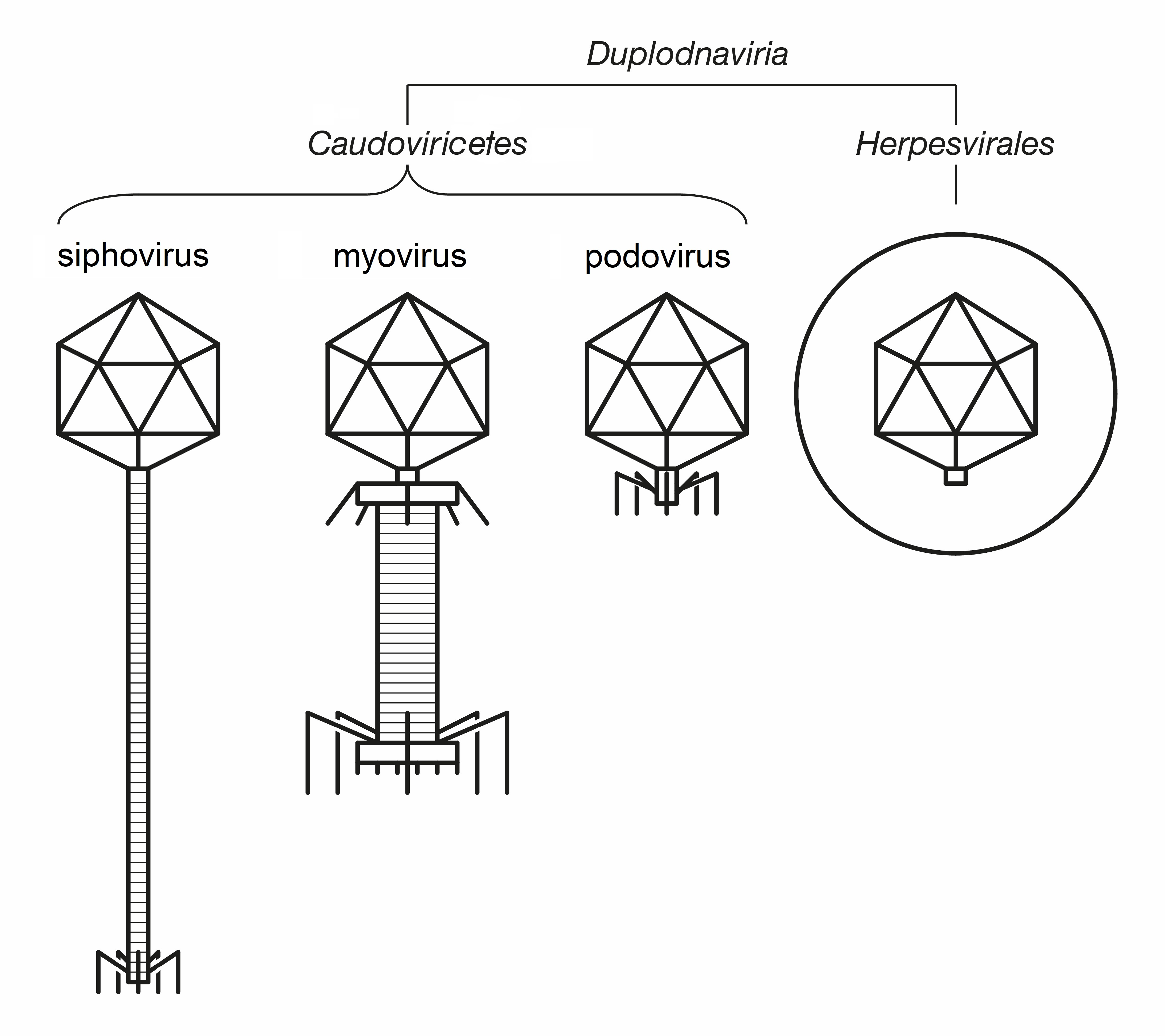
Иллюстрация Duplodnaviria

Duplodnaviria содержит вирусы с двухцепочечной ДНК (дцДНК), которые кодируют главный капсидный белок (MCP), имеющий укладку HK97. Вирусы в этом реалме также имеют ряд других характеристик, связанных с капсидом и сборкой капсида, включая икосаэдрическую форму капсида и наличие фермента терминазы, который упаковывает вирусную ДНК в капсид во время сборки вируса. В реалм входят две группы вирусов: хвостатые бактериофаги, поражающие прокариот их относят к отряду Caudovirales, и герпесвирусы, поражающие животных, их относят к отряду Herpesvirales.
Связь между Caudovirales и Herpesvirales не определена, поскольку они могут либо иметь общего предка, либо Herpesvirales может быть кладой внутри Caudovirales. Общей чертой, характерной для Duplodnaviria является то, что они вызывают латентные инфекции без репликации, но при этом способны реплицироваться в будущем. Caudovirales широко распространены во всем мире, они играют важную роль в морской экологии и являются темой многих исследований. Известно, что вирусы герпеса вызывают различные кожные заболевания, включая простой герпес, ветряную оспу и опоясывающий лишай, а также саркому Капоши.

### Monodnaviria
Monodnaviria содержит вирусы с одноцепочечной ДНК (оцДНК), которые образуют эндонуклеазу суперсемейства HUH, которая инициирует репликацию по типу катящегося кольца. Прототипами представителей этого реалма называют вирусами CRESS-DNA, они имеют кольцевые геномы одноцепочечной ДНК. ОцДНК-вирусы с линейными геномами произошли от них, и, в свою очередь, от оцДНК-вирусов произошли некоторые вирусы двухцепочечной ДНК с кольцевыми геномами.
Вирусы CRESS-DNA включают в себя три царства, которые поражают прокариот:Loebvirae, Sangervirae и Trapavirae . Царство Shotokuvirae содержит эукариотические CRESS-DNA-вирусы и атипичных представителей Monodnaviria. Эукариотические Monodnaviria связаны со многими заболеваниями, и они включают в себя папилломавирусы и полиомавирусы, вызывающие многие виды рака, а также геминивирусы, поражающие многие важные сельскохозяйственные культуры.

### Riboviria
Riboviria содержат все РНК-содержащие вирусы, кодирующие РНК-зависимую РНК-полимеразу (RdRp), отнесенные к царству Orthornavirae, и все вирусы, кодирующие обратную транскриптазу (RT), отнесенные к царству Pararnavirae. Эти ферменты жизненно важны в жизненном цикле вируса, поскольку RdRp копируют вирусную мРНК и реплицирует геном, а RT также участвует в репликации генома. Riboviria в основном включают в себя большинство эукариотических вирусов.
Наиболее широко известные заболевания вызываются Riboviria. Они включают в себя заболевания, вызываемые вирусами гриппа, ВИЧ, коронавирусы, эболавирусы и вирус бешенства, а также первый в истории обнаруженный вирус табачной мозаики. Вирусы с обратной транскрипцией являются основным источником горизонтального переноса генов посредством эндогенизации в геноме своего хозяина, и значительная часть генома человека состоит из этой вирусной ДНК.

### Varidnaviria

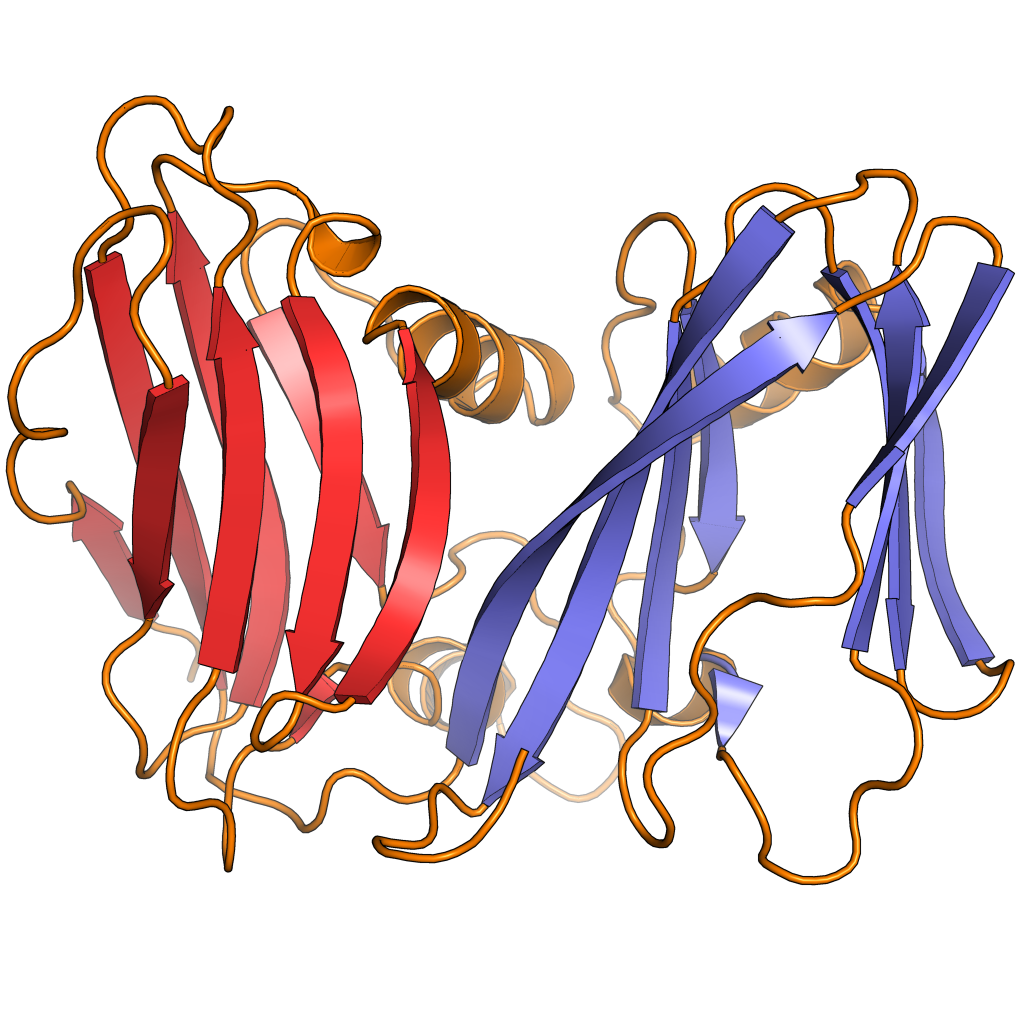
Ленточная диаграмма вируса Pseudoalteromonas PM2 с двумя складками желейного рулета, окрашенными в красный и синий цвета.

Varidnaviria содержит ДНК-вирусы, которые кодируют MCP, со структурой желейного рулета (JR), в которой складка желейного рулета (JR) перпендикулярна поверхности вирусного капсида. Многие представители Varidnaviria также имеют ряд других общих характеристик, включая второстепенный белок капсида, который имеет одиночную JR-складку, АТФазу, которая упаковывает геном во время сборки капсида, и общую для всех ДНК-полимеразу. Выделяют два царства: Helvetiavirae, его представители имеют MCP с одной JR-складкой, и Bamfordvirae, представители которого имеют MCP с двумя вертикальными JR-складками.
Морские вирусы Varidnaviria широко распространены во всем мире и, подобно хвостатым бактериофагам, играют важную роль в морской экологии. Большинство идентифицированных эукариотических ДНК-вирусов относят к этому царству. Известные болезнетворные вирусы Varidnaviria включают в себя аденовирусы, поксвирусы и вирус африканской чумы свиней. Поксвирусы занимают видное место в истории современной медицины, особенно вирус натуральной оспы, вызвавший множество эпидемий оспы. Многие Varidnaviria способны превращаться в эндогенные, и своеобразным примером этого являются вирофаги, обеспечивающие защиту своих хозяев от гигантских вирусов во время инфекции.

### Adnaviria
Реалм Adnaviria объединяет архейные нитчатые вирусы с линейными геномами двухцепочечной ДНК А-формы и характерными основными белками капсида, не связанными с белками, кодируемыми другими известными вирусами. Этот реалм в настоящее время включает в себя вирусы из трех семейств: Lipothrixviridae, Rudiviridae и Tristromaviridae, все из которых инфицируют гипертермофильные археи. Нуклеопротеиновая спираль Adnaviria состоит из асимметричных звеньев, содержащих две молекулы MCP, гомодимер в случае Rudiviridae и гетеродимер паралогичных MCP в случае Lipothrixviridae и Tristromaviridae. MCP лигаменвирусных частиц имеют уникальную α-спиральную складку, впервые обнаруженную в MCP рудивирида Sulfolobus islandicus (SIRV2). Все представители Adnaviria имеют общую характерную черту, заключающуюся в том, что взаимодействие между димером MCP и линейным геномом двухцепочечной ДНК поддерживает ДНК в форме A. Следовательно, весь геном принимает форму А в вирионах. Как и у многих структурно родственных вирусов в двух других царствах вирусов с двухцепочечной ДНК (Duplodnaviria и Varidnaviria), не обнаруживается сходства последовательностей между капсидными белками вирусов из разных семейств токивирицетов, что говорит об огромном разнообразии ещё не описанных вирусов в этой области вирусологии.

### Ribozyviria
Ribozyviria. Этот реалм характеризуется наличием геномных и антигеномных рибозимов дельтавирусного типа. Дополнительные общие черты включают палочковидную структуру и РНК-связывающий «дельта-антиген», закодированный в геноме.

## Происхождение
В общем, реалмы вирусов не имеют генетической связи друг с другом, в отличие от трех доменов микроорганизмов — архей, бактерий и эукариот, — которые имеют общего предка. Реалмы группируют вирусы вместе на основе высококонсервативных признаков, а не общего происхождения, которое используется в качестве основы для таксономии клеток

Происхождение по реалмам:
- Adnaviria. Происхождение неизвестно, но было высказано предположение, что вирусы Adnaviria потенциально существовали в течение длительного времени, поскольку считается, что они могли заразить последнего общего предка архей[37].
- Duplodnaviria является либо монофилетическим, либо полифилетическим и может предшествовать последнему универсальному общему предку (LUCA) клеточной жизни. Точное происхождение реалма неизвестно, но HK97-fold MCP, кодируемый всеми представителями, за пределами реалма обнаружен только в инкапсулинах, типе нанокомпартмента, обнаруженного у бактерий, хотя связь между Duplodnaviria и инкапсулинами не выяснена до конца[9][37][38].
- Monodnaviria полифилетичен и, по-видимому, несколько раз возникал из кольцевых плазмид бактерий и архей, которые представляют собой внехромосомные молекулы ДНК внутри бактерий и архей, которые способны к самовоспроизведению[10][39].
- Riboviria бывают монофилетическими или полифилетическими. Обратная транскриптаза царства Pararnavirae, вероятно, возникла в одном случае из ретротранспозона, типа самореплицирующейся молекулы ДНК, которая реплицируется посредством обратной транскрипции. Происхождение RdRp Orthornavirae менее определено, но считается, что они происходят из интрона бактериальной группы II, который кодирует обратную транскриптазу, или предшествуют LUCA, являющимся потомками древнего мира РНК, и предшествуют обратным транскриптазам клеток.[11][25][37]
- Ribozyviria. Было высказано предположение, что этот реалм вирусов, по-видимому, произошел от ретрозимов (семейства ретротранспозонов) или одной из других групп мобильных генетических элементов, которые произошли от ретрозимов (то есть вироидов и сателлитов). Но было также высказано предположение, что они могли происходить от вироидов, захвативших капсидный белок[40].
- Varidnaviria бывает монофилетической или полифилетической и может предшествовать LUCA. Царство Bamfordvirae, вероятно, произошло от другого царства Helvetiavirae путем слияния двух MCP, чтобы получить MCP с двумя складками желейного рулета вместо одной. Single Jelly roll (SJR) fold MCP Helvetiavirae обнаруживают связь с группой белков, которые содержат SJR-складки, включая надсемейство Cupin и нуклеоплазмины.[12][37][38] Однако позже был предложен другой сценарий, согласно которому царства Bamfordvirae и Helvetiavirae возникают независимо от мобильных генетических элементов, таких как плазмиды, с захватом двух разных клеточных белков, когда было обнаружено, что белок Bamfordvirae DJR-MCP гомологичен бактериальному DUF 2961. белок, что заставило ученых пересмотреть царство Varidnaviria. Согласно этому сценарию, складка DJR-MCP Bamfordvirae произошла от бактериального белка DUF 2961, тогда как SJR-MCP Helvetiavirae произошла от SJR-MCP, относящегося к семейству Portogloboviridae, которое, в свою очередь, произошло от суперсемейства Cupin и нуклеоплазминов[41].

Хотя реламы обычно не имеют генетического родства, есть некоторые исключения:
- Вирусы семейства Podoviridae в реалме Duplodnaviria кодируют ДНК-полимеразу, которая родственна ДНК-полимеразам, кодируемым многими представителями Varidnaviria[29].
- Эукариотические вирусы царства Shotokuvirae реалма Monodnaviria неоднократно появлялись в результате рекомбинации, которая объединяла ДНК предковых плазмид с комплементарной ДНК (кДНК) РНК-вирусов в Riboviria, посредством чего вирусы ssDNA в Shotokuvirae получали капсидные белки от РНК-вирусов[10][38].
- Семейство Bidnaviridae реалма Monodnaviria было создано путем интеграции генома парвовируса (Monodnaviria) в полинтон (вирусоподобную самореплицирующуюся молекулу ДНК, родственную вирусам в Varidnaviria). Кроме того, Bidnaviridae кодируют рецептор-связывающий белок, унаследованный от реовирусов реалма Riboviria[42].

## Субреалм
В вирусологии вторым по величине таксономическим рангом, установленным ICTV, является субреалм, то есть ранг ниже реалма. Субреалмы вирусов имеют суффикс -vira, субреалм вироидов имеет суффикс -viroida, а сателлиты имеют суффикс -satellitida. Рангом ниже субреалма является царство. По состоянию на 2019 год таксоны в ранге субреалма не описаны.

## История
До XXI века считалось, что глубокие эволюционные отношения между вирусами не могут быть обнаружены из-за их высокой скорости мутаций и небольшого количества генов. Из-за этого высшим таксономическим рангом вирусов с 1991 по 2017 год был порядок. Однако в XXI веке были разработаны различные методы, позволившие изучить эти более глубокие эволюционные взаимосвязи, в том числе метагеномика, которая выявила многие вирусы, которые ранее не могли идентифицировать, и метод сравнения высококонсервативных признаков, который привел к необходимости установить более высокий уровень таксономии вирусов.
В ходе двух голосований в 2018 и 2019 годах ICTV согласилась принять 15-ранговую систему классификации вирусов, от реалма до вида. Riboviria был определён в 2018 году на основе филогенетического анализа РНК-зависимых полимераз, являющихся монофилетическими, Duplodnaviria был определён в 2019 году на основании все большего количества доказательств того, что хвостатые бактериофаги и вирусы герпеса имеют много общих черт, Monodnaviria был создан в 2019 году после того, как были установлены родство и общее происхождение вирусов CRESS-DNA, а Varidnaviria был создан в 2019 году на основе общих характеристик представителей этого реалма.